# Чижки
Чижки (укр. Чижки) — село в Добромильской городской общине Самборского района Львовской области Украины.
Население по переписи 2001 года составляло 513 человек. Занимает площадь 1,59 км². Почтовый индекс — 82021. Телефонный код — 3238.